# Cryptoloba
Cryptoloba là một chi bướm đêm thuộc họ Geometridae.